# Rafer Alston
Rafer Jamel Alston (Queens, Nueva York, 24 de julio de 1976) es un exbaloncestista estadounidense que disputó 11 temporadas en la NBA. Con 1,88 metros de altura, jugaba en la posición de base.

## Carrera

### Universidad
Alston creció en el barrio de Jamaica, en el distrito de Queens, Nueva York, como leyenda del baloncesto callejero en Rucker Park. 
Tras pasar por Ventura College y Fresno Community College (Junior Colleges ambos) y un año como júnior en la Universidad de Fresno State, California, Alston fue elegido por los Milwaukee Bucks en la segunda ronda del draft de 1998, elección número 39.

### Profesional

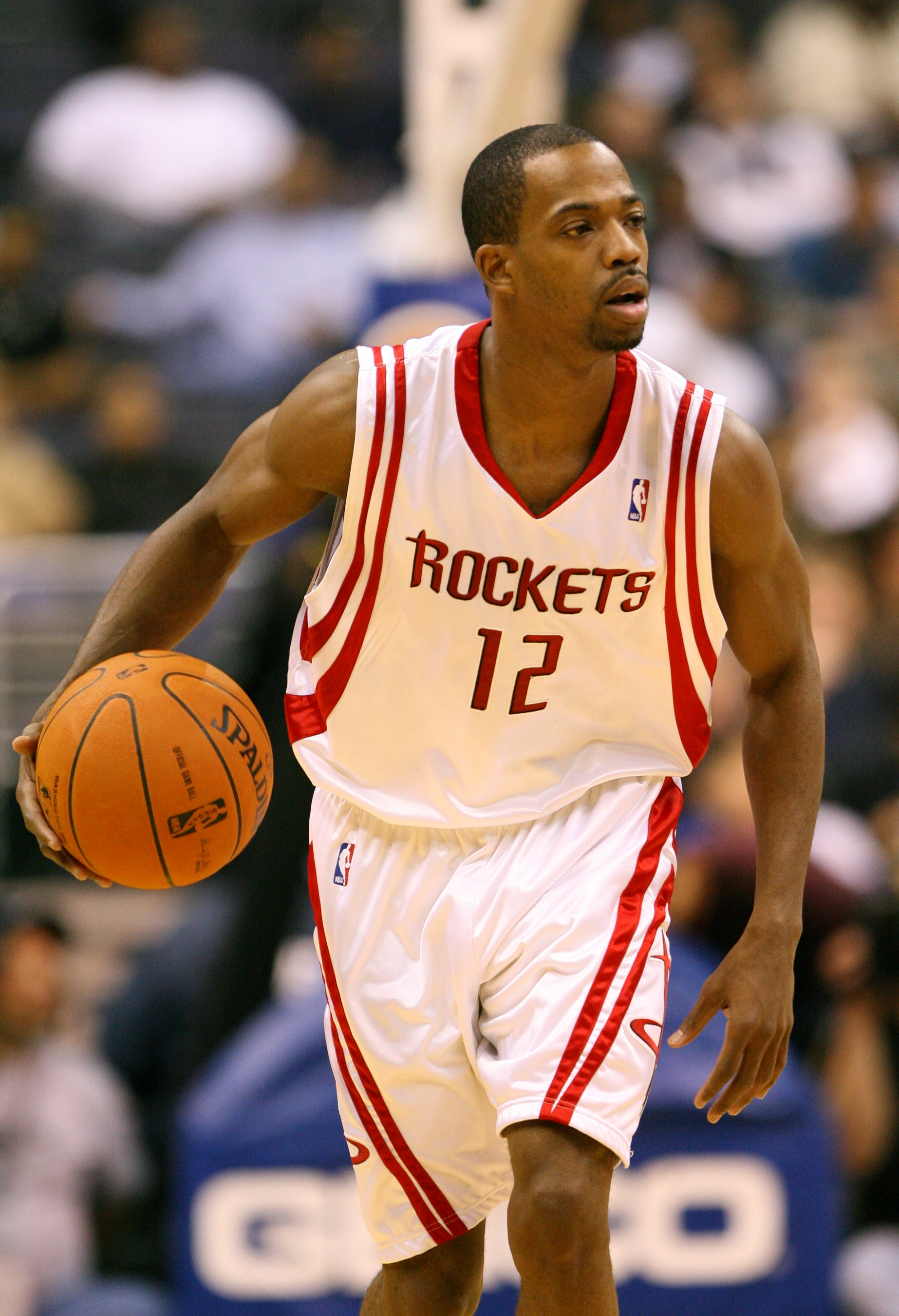
Alston con Houston Rockets en 2006.

En su primer año jugó en la CBA con Idaho Stampede (1998-99).
Firma por los Milwaukee Bucks como agente libre en 1999.
Después de 3 temporadas en Milwaukee, juega en la NBA Development League durante un año. Firma un contrato de 10 días con los Toronto Raptors y posteriormente es renovado hasta final de la temporada 2002-03.
Fichado como agente libre por Miami Heat en la temporada 2003-04.
Al año siguiente, firma como agente libre por Toronto Raptors para la temporada 2004-05. 
Tras un reciente y tumultuoso paso por los Toronto Raptors, Alston fue traspasado a los Houston Rockets a cambio del base Mike James el 4 de octubre de 2005. Aunque Alston era criticado a menudo por su actitud en Toronto, se cree que el entrenador de los Rockets Jeff Van Gundy charló con su hermano, el entrenador de los Miami Heat Stan Van Gundy, que entrenó a Alston durante la temporada 2003-04, acerca del trabajo y actitud de Alston. La reputación de Jeff Van Gundy de duro y de especialista en sacar lo mejor de sus pupilos anteriormente considerados problemáticos o temperamentales permitió a Alston comenzar una nueva etapa en su carrera.
Tras tres buenas campañas en Houston, siendo el base titular del equipo, el 21 de febrero de 2009, Alston es traspasado a Orlando Magic
El 25 de junio de 2009 fue traspasado junto con Tony Battie y Courtney Lee a New Jersey Nets a cambio de Vince Carter.
El 5 de enero de 2010 fue cortado por los Nets, pero el 7 de enero es fichado por Miami Heat hasta el final de temporada. Tras 25 encuentros con los Heat, fue sancionado por saltarse un entrenamiento y finalmente, el 13 de marzo, suspendido por mal comportamiento.
El 26 de enero de 2011, firma con los Zhejiang Guangsha de la CBA china. Después de 8 encuentros, a final de febrero, se marcha a Estados Unidos a asistir al funeral de un amigo, y asegura tener una lesión que le impide volver a China.
En 2012, Alston firma con Los Angeles D-Fenders de la NBA D-League. Este sería su último equipo como profesional.

## Estadísticas de su carrera en la NBA

### Temporada regular
| Año       | Equipo     | PJ  | PT  | MPP  | %TC  | %3P  | %TL  | RPP | APP | ROB | TPP | PPP  |
| --------- | ---------- | --- | --- | ---- | ---- | ---- | ---- | --- | --- | --- | --- | ---- |
| 1999-2000 | Milwaukee  | 27  | 0   | 13.4 | .284 | .214 | .750 | .9  | 2.6 | .4  | .0  | 2.2  |
| 2000-01   | Milwaukee  | 37  | 2   | 7.8  | .357 | .267 | .692 | .8  | 1.8 | .4  | .0  | 2.1  |
| 2001-02   | Milwaukee  | 50  | 7   | 12.0 | .346 | .380 | .621 | 1.4 | 2.9 | .6  | .0  | 3.5  |
| 2002-03   | Toronto    | 47  | 4   | 20.9 | .415 | .392 | .685 | 2.3 | 4.1 | .8  | .3  | 7.8  |
| 2003-04   | Miami      | 82  | 28  | 31.5 | .376 | .371 | .769 | 2.8 | 4.5 | 1.4 | .2  | 10.2 |
| 2004-05   | Toronto    | 80  | 78  | 34.0 | .414 | .357 | .740 | 3.5 | 6.4 | 1.5 | .1  | 14.2 |
| 2005-06   | Houston    | 63  | 63  | 38.6 | .379 | .327 | .692 | 4.0 | 6.7 | 1.6 | .2  | 12.1 |
| 2006-07   | Houston    | 82  | 82  | 37.1 | .375 | .363 | .734 | 3.4 | 5.4 | 1.6 | .1  | 13.3 |
| 2007-08   | Houston    | 74  | 74  | 34.1 | .394 | .351 | .715 | 3.5 | 5.3 | 1.3 | .2  | 13.1 |
| 2008-09   | Houston    | 48  | 48  | 33.1 | .370 | .348 | .789 | 3.0 | 5.4 | 1.2 | .1  | 11.5 |
| 2008-09   | Orlando    | 28  | 28  | 29.5 | .413 | .317 | .707 | 2.9 | 5.1 | 1.8 | .1  | 12.0 |
| 2009-10   | New Jersey | 27  | 13  | 28.4 | .343 | .322 | .815 | 2.8 | 3.9 | 1.0 | .2  | 9.7  |
| 2009-10   | Miami      | 25  | 25  | 26.2 | .355 | .370 | .556 | 2.2 | 2.9 | .9  | .2  | 6.6  |
| Total     | Total      | 671 | 452 | 28.9 | .383 | .354 | .729 | 2.8 | 4.8 | 1.2 | .2  | 10.1 |

### Playoffs
| Año   | Equipo    | PJ | PT | MPP  | %TC  | %3P  | %TL  | RPP | APP | ROB | TPP | PPP  |
| ----- | --------- | -- | -- | ---- | ---- | ---- | ---- | --- | --- | --- | --- | ---- |
| 2000  | Milwaukee | 4  | 0  | 4.0  | .000 | .000 | .000 | .0  | .3  | .0  | .0  | .0   |
| 2001  | Milwaukee | 5  | 0  | 1.6  | .000 | .000 | .000 | .0  | .2  | .0  | .0  | .0   |
| 2004  | Miami     | 13 | 0  | 22.7 | .319 | .231 | .840 | 2.2 | 1.7 | .4  | .1  | 7.0  |
| 2007  | Houston   | 7  | 7  | 44.1 | .338 | .320 | .769 | 6.9 | 5.0 | 1.9 | .4  | 10.9 |
| 2008  | Houston   | 4  | 4  | 31.5 | .438 | .440 | .800 | 1.5 | 4.5 | 1.0 | .0  | 14.3 |
| 2009  | Orlando   | 23 | 23 | 32.2 | .380 | .319 | .750 | 2.4 | 4.1 | 1.4 | .2  | 12.2 |
| Total | Total     | 56 | 34 | 26.7 | .365 | .311 | .764 | 2.5 | 3.1 | 1.0 | .1  | 9.0  |

## Vida personal
Su apodo Skip To My Lou proviene de su aventura en la gira estadounidense de baloncesto callejero, el "AND1 Mix Tape Tour", y del programa de la cadena televisiva ESPN Street Ball. Fue el conocido speaker de And1, Duke Tango, quien le dio a Rafer Alston su apodo. Es común verle en actos con los jugadores de And1, y normalmente juega algunos partidos en los tours que dicha marca realiza cada verano.
Padece de hiperactividad y también sufre el síndrome de Asperger.

### Problemas con la justicia
Alston fue arrestado en 1998 por presunta violación. Alston se declaró inocente en 1997 por acosar a su exnovia y le fue impuesto un año entero de servicios a la comunidad. No completó la sanción y fue arrestado de nuevo. Finalmente fue puesto e libertad y completó su condena de servicios sociales.
El 5 de agosto de, 2007, Alston fue arrestado en el centro de Houston con cargos menores de asalto e intoxicación pública. Fue arrestado de nuevo en la mañana del martes 28 de agosto en Nueva York por supuestamente cortar a un hombre en el cuello durante un altercado en un club nocturno. Pero ni el dueño del club, ni la policía, ni las cintas de seguridad han proporcionado ninguna prueba de que el incidente haya ocurrido. Los cargos contra Alston por el incidente que tuvo lugar el 5 de agosto de 2007 fueron retirados el 29 de febrero de 2008. Fue arrestado de nuevo el 7 de agosto de 2008, y acusado de conducir bajo la influencia del alcohol.